# Gonzalo Yuseff Sotomayor
Gonzalo Yuseff Sotomayor (Viña del Mar, 18 de noviembre de 1944-Concón, 28 de diciembre de 2024) fue un abogado y político chileno. Se desempeñó como gerente general en su propio estudio jurídico «Yuseff Sotomayor» en Valparaíso.

## Primeros años de vida
Fue hijo de Rolando Yuseff Cáceres y Eliana Sotomayor Aliaga, su ascendencia según su línea materna se remonta al Ministro de Guerra que dirigió a las tropas nacionales durante la Guerra del Pacífico, Rafael Sotomayor Baeza.[cita requerida]
Realizó su educación secundaria en el The Mackay School de Viña del Mar. Luego ingresó a estudiar Derecho en la Universidad de Chile, obteniendo el título de abogado el 16 de diciembre de 1968.

### Matrimonio e hijos
Estuvo casado con Sara Beatriz Quirós Müller, con quien tuvó al abogado y político Gonzalo Yuseff Quirós.

## Vida política
Ocupó el cargo de "Diputado de la República de Chile" por la 6ª Agrupación Departamental de Valparaíso, Quillota e Isla de Pascua, para el período (1973-1977), pero durante 1973, el Congreso Nacional fue disuelto por D.L. 27 de la Junta Militar de Gobierno recientemente asumida.
Su funeral fue el domingo 29 de diciembre a las 09:00 horas en el cementerio Parque del Mar de Concón.

## Libros
- La Prescripción Penal. 1987. 192 pág. Editorial Jurídica de Chile.[7]

## Historial electoral

### Elecciones parlamentarias de 1989
- Elecciones parlamentarias de 1989, para Circunscripción 6, Valparaíso Costa [8]

### Elecciones parlamentarias de 1993
Diputado por el Distrito 15 (San Antonio), Región de Valparaíso